# Mob 47
Mob 47 (även skrivet MOB 47), är ett svenskt hardcorepunkband från Täby, Stockholm som räknas bland pionjärerna[källa behövs] när det gäller snabb hardcore- och så kallad kängpunk. Själva kallade de den delen av genren för "mangel".

## Historia
Bandet bildades 1982 under namnet Censur, med Jörgen Östgård på elbas och sång, Åke Henriksson på gitarr och sång och Christer Lindholm på trummor. Bandet höll i några år, och medverkade på en rad samlingsskivor. I och med att bandet under 1986 testade en rad nya sångare började de dock att tröttna. En demo spelades in i bowlinghallens kontor efter det att Östgård hoppat av och på den spelar Niclas"Nicke"Engwall (Ponamero Sundown) bas och Tommy Moberg (Crudity, Agoni/Agony) sjunger. Ett par spår från den inspelningen finns med på Ultimate Attack-CD:n. Sista spelningen ägde rum hösten 1986. Efter det har det släppts två album med det mesta av Mob 47:s produktion - CD:n "Garanterat mangel" 1995 och dubbel-CD:n "Ultimate Attack" 2004.
Henriksson och Lindholm har även medverkat i hobbybanden Discard och Protes Bengt.

### Återförening
I juli 2005 började Henriksson och Lindholm åter att repa tillsammans med den nytillkomne basisten Johan. I september anslöt Östgård på sång. Bandet spelade i maj 2006 på Debaser (Stockholm), i augusti på Augustibuller (Lindesberg) och i november på Punk Illegal (Göteborg) och den 26 januari 2008 på Magasinet (Lund) tillsammans med Fy fan, Moderat likvidation och Nuclear Death Terror.
I november 2007 hoppade Östgård av igen, och bandet fortsatte som en trio med Henriksson på sång och gitarr.
Bandet spelade 8 maj 2010 på Sista sekundens releaseparty på Kulturbolaget i Malmö tillsammans med Stick & brinn, Slöa knivar, Nitad och Masshysteri.

## Protes Bengt
Protes Bengt var ett hobbyband som Åke Henriksson och Christer Lindholm startade 1985 tillsammans med Ola Strålin och Per Thunell från Filthy Christians. Protes Bengt är i likhet med Mob-47 ett hardcore/kängpunkband. I detta band var Åke Henriksson gitarrist, Christer Lindholm trummis, Per Thunell sångare och Ola Strålin basist. Bandet har gett ut två skivor, "In Bengt we trust" och "Pick your Bengt".

## Diskografi
- 1983 - Hardcore Attack Kassett
- 1984 - Kärnvapenattack EP (återutgiven 1989 och 2007 av Uproar respektive Havoc Records)
- 1984 - Sjuk värld Kassett (Ägg Tapes & Records)
- 1995 - Garanterat mangel CD (Distortion Records)
- 2004 - Ultimate Attack 2CD (Speedstate Records)
- 2008 - Back to Attack 2CD (D-Takt & Råpunk Records)
- 2008 - Dom ljuger igen EP (Communichaos Media)

Bootlegs:
- 1989 - Ultrahuset Massacre LP
- 1992 - Racist Regime LP
- 1993 - War Victim EP
- 2005 - Stop the Slaughter LP
- 2005 - Censur - Peace and Anarchy LP

Medverkar på följande samlingar:
- 1983 - Noise Attack Kassett
- 1984 - P.E.A.C.E LP
- 1984 - Cleanse the Bacteria LP
- 1984 - Lärmattacke Vol. 2 Kassett
- 1984 - Who Dunnit? Kassett
- 1984 - Youthanasia Kassett
- 1985 - Really Fast vol 2 LP
- 1985 - Stockholmsmangel Kassett (delad med Agoni och Crudity) (Återutgiven på S.V.I.N. Tapes 1995)
- 1985 - Cultural Compost Pit! Kassett
- 1985 - Hideous Headchop'n Kassett
- 1985 - I Thrash Therefore I Am Kassett
- 1986 - Disarm or Die Vol. 2 Kassett
- 1986 - Kloakmix 3 Kassett
- 1987 - I've Got an Attitude Problem EP
- 1992 - Eat My Brain Go Insane LP (Bootleg)
- 1994 - Varning för punk! 3CD
- 1995 - Use Your Voice Vol. 2 Kassett
- 1997 - Network of Friends CD
- 2000 - Stockholmsmangel 2LP/CD (utökad återutgåva där även Discard, Protes Bengt och Röjers medverkar)
- 2002 - Garanterat Mob 47 Kassett/CDR